# Episodi de Il Trono di Spade (ottava stagione)
L'ottava e ultima stagione della serie televisiva Il Trono di Spade (Game of Thrones), composta da sei episodi, è stata trasmessa sul canale statunitense HBO dal 14 aprile al 19 maggio 2019.
In Italia la stagione è andata in onda in prima visione in lingua italiana sul canale satellitare Sky Atlantic dal 22 aprile al 27 maggio 2019. È stata trasmessa in lingua originale sottotitolata in italiano dal 15 aprile al 20 maggio 2019, in simulcast con HBO. Viene trasmessa in chiaro dal 2 al 30 novembre 2020 su Rai 4.
La stagione è accompagnata da un documentario conclusivo sulla produzione degli ultimi episodi dal titolo The Last Watch, che è stato trasmesso su HBO il 26 maggio 2019 e andato in onda su Sky Atlantic il 3 giugno 2019.
Cast
Durante questa stagione entra nel cast principale Jacob Anderson.
| nº | Titolo originale               | Titolo italiano              | Prima TV USA   | Prima TV Italia |
| -- | ------------------------------ | ---------------------------- | -------------- | --------------- |
| 1  | Winterfell                     | Grande Inverno               | 14 aprile 2019 | 22 aprile 2019  |
| 2  | A Knight of the Seven Kingdoms | Un cavaliere dei Sette Regni | 21 aprile 2019 | 29 aprile 2019  |
| 3  | The Long Night                 | La lunga notte               | 28 aprile 2019 | 6 maggio 2019   |
| 4  | The Last of the Starks         | Gli ultimi Stark             | 5 maggio 2019  | 13 maggio 2019  |
| 5  | The Bells                      | Le campane                   | 12 maggio 2019 | 20 maggio 2019  |
| 6  | The Iron Throne                | Il Trono di Spade            | 19 maggio 2019 | 27 maggio 2019  |

## Grande Inverno
- Titolo originale: Winterfell
- Diretto da: David Nutter
- Scritto da: Dave Hill

### Trama
Daenerys e Jon arrivano a Grande Inverno con tutto il loro esercito e i due draghi rimasti al seguito.
Bran rivela subito la grave situazione in cui versa la Barriera: l'esercito dei non-morti l'ha oltrepassata e ora possiede uno dei draghi di Daenerys.
Ben presto i signori del Nord, così come Sansa, esternano il loro disappunto circa il fatto che Jon abbia rinunciato al titolo di Re del Nord per sottomettersi alla giovane Targaryen. Dopo aver tentato di spiegare le sue ragioni, Jon ritrova Arya, la quale gli ricorda a sua volta l'importanza della famiglia.
Cominciano quindi i preparativi per la guerra contro gli Estranei e la stessa Arya incontra nelle fucine del castello di Grande Inverno il Mastino e Gendry, a cui chiede di costruirle un'arma in particolare.
Nel frattempo Jon, incoraggiato da Daenerys, riesce a cavalcare uno dei draghi, Rhaegal.
Ad Approdo del Re giungono intanto Euron Greyjoy e il capitano Harry Strickland della Compagnia Dorata, composta da 20 000 uomini e 2 000 cavalli; nonostante ciò, l'assenza di elefanti delude molto la regina Cersei.
Il Re delle Isole di Ferro convince la regina a passare la notte con lui e nel frattempo Theon riesce a liberare la sorella Yara. Quest'ultima gli permette di andare a combattere a Grande Inverno con gli Stark mentre lei farà ritorno a casa, per riprendersi il suo regno approfittando dell'assenza di Euron.
Sempre nella Capitale, Qyburn avvicina Bronn in un bordello e sembra convincerlo a uccidere Jaime e Tyrion per conto della regina, che li considera ormai entrambi traditori.
Intanto Daenerys incontra Sam per ringraziarlo di aver curato Jorah ma, dopo aver scoperto che è un Tarly, gli rivela di aver giustiziato suo padre e suo fratello poiché essi si sono rifiutati di inchinarsi a lei. Sam se ne va visibilmente sconvolto e, su richiesta di Bran, rivela nelle cripte a Jon la verità sulle sue origini, in quanto nipote di Ned Stark e unico figlio maschio ancora in vita del legittimo erede al trono ucciso anni prima assieme al Re Folle, sottolineando quindi il suo primato di reggenza sulla regina straniera che nessuno sembra gradire. Jon rimane profondamente turbato e scosso dalla scoperta e non se la sente di tradire Daenerys.
A Ultimo Focolare, città del Nord invasa dai non-morti, il gruppo di Tormund e Beric Dondarrion incontra quello di Edd, trovandosi davanti a un inquietante messaggio lasciato dal Re della Notte per mezzo del corpo smembrato del giovane lord Ned Umber.
Infine anche Jaime Lannister giunge a Grande Inverno e, una volta sceso da cavallo, incrocia subito lo sguardo di Bran, che lo attendeva: in tale istante, sembra riconoscere il bambino che spinse giù dalla torre tanti anni prima, all'inizio della serie.
- Durata: 53 minuti[5]
- Guest star: Pilou Asbæk (Re Euron Greyjoy), Anton Lesser (Qyburn), Richard Dormer (Beric Dondarrion), Gemma Whelan (Regina Yara Greyjoy), Ben Crompton (Lord Comandante Eddison Tollett), Hafþór Júlíus Björnsson (Ser Gregor Clegane), Daniel Portman (Podrick Payne), Rupert Vansittart (Lord Yohn Royce), Bella Ramsey (Lady Lyanna Mormont), Marc Rissman (Capitano Harry Strickland), Megan Parkinson (Lady Alys Karstark), Richard Rycroft (Maestro Wolkan), Harry Grasby (Lord Ned Umber), Lucy Aarden (Craya), Marina Lawrence-Mahrra (Dirah), Josephine Gillan (Marei), Staz Nair (Qhono), Felix Jamieson (Bambino di Città dell'Inverno), Syd Ralph (Donna di Città dell'Inverno), Eileen McCloskey (Donna di Città dell'Inverno), Katie Tumelty (Donna di Città dell'Inverno).
- Camei: Rob McElhenney (Soldato degli uomini di Ferro), Martin Starr (Soldato degli uomini di Ferro), Dave Hill (Soldato degli uomini di Ferro).
- Tracce della colonna sonora presenti: Arrival at Winterfell, Flight of Dragons, Heir to the Throne.
- Ascolti USA: telespettatori 11 760 000[6]
- Ascolti Italia (pay): telespettatori 313 000 – share 1,3%[7] (versione doppiata), telespettatori 309 000 – share 18,6%[8] (versione originale sottotitolata)

## Un cavaliere dei Sette Regni
- Titolo originale: A Knight of the Seven Kingdoms
- Diretto da: David Nutter
- Scritto da: Bryan Cogman

### Trama
Jaime Lannister viene interrogato da Daenerys, Sansa e Jon: l'uomo li informa dei veri piani di Cersei e chiede di potersi unire a loro. Brienne intercede per lui e supera la reticenza dei vari lord.
In privato con Jaime, Bran rivela di non averlo accusato della sua defenestrazione, altrimenti gli altri lo avrebbero giustiziato, mentre lui lo ritiene importante per la battaglia imminente.
Daenerys minaccia furibonda di destituire Tyrion della carica di Primo Cavaliere, ritenendolo inaffidabile visto che ha creduto alle promesse di Cersei, ma Jorah riesce a dissuaderla e a spingerla a legare con Sansa. Le due parlano amichevolmente, ma Sansa fa capire a Daenerys che il Nord vorrà mantenere la propria indipendenza alla fine della guerra, mentre Daenerys non sembra incline ad accettare la cosa. Prima di poter continuare il discorso, le due giovani donne vengono interrotte dall'arrivo di Theon, che comunica di aver liberato la sorella Yara e di voler ora combattere per Grande Inverno.
Beric Dondarrion, Edd Tollett, Tormund e il resto dei superstiti della battaglia alla Barriera arrivano a Grande Inverno e comunicano che l'esercito del Re della Notte è a poche ore di marcia di distanza. Viene quindi ordinata la mobilitazione immediata di tutte le persone abili, donne comprese.
Ai leader riuniti in Consiglio di Guerra per concordare la strategia di difesa, Bran rivela di essere il principale bersaglio del Re della Notte, quindi in battaglia prenderà posizione come esca per spingerlo a uscire allo scoperto.
Gendry consegna a Arya l'arma precedentemente richiesta e la ragazza esprime il suo desiderio di perdere la verginità, nel caso in cui dovessero morire, così i due finiscono per fare l'amore.
Alla presenza di Tyrion, Davos, Tormund e Podrick, riuniti nella sala comune di Grande Inverno per brindare prima dell'imminente battaglia, Jaime nomina Brienne cavaliere.
Nel frattempo, Samwell dona a Jorah la spada in acciaio di Valyria di famiglia, Veleno del Cuore, in riconoscenza al padre Lord Comandante Jeor Mormont, che un tempo ammirò e servì.
Jon viene raggiunto da Daenerys mentre contempla la statua di Lyanna Stark e quando la Targaryen commenta ciò che presumibilmente suo fratello fece alla donna, Jon la contraddice dicendole che in realtà Rhaegar amava Lyanna e infine confessa a Daenerys il segreto delle sue vere origini e il suo vero nome, Aegon Targaryen. Una diffidente e sconvolta Daenerys comprende così che il giovane sia in realtà l'unico figlio maschio rimasto in vita di suo fratello, quindi ultimo erede di casa Targaryen e che il vero Erede al Trono è sempre stato solo lui, perciò gli chiede se intende rivendicare il trono per diritto di nascita. Proprio in quel momento, però, prima che Jon possa rispondere, viene avvistato l'esercito degli Estranei che si avvicina al castello: la Grande Guerra sta per iniziare.
- Durata: 58 minuti[9]
- Guest star: Richard Dormer (Beric Dondarrion), Ben Crompton (Lord Comandante Eddison Tollett), Daniel Portman (Podrick Payne), Bella Ramsey (Lady Lyanna Mormont), Rupert Vansittart (Lord Yohn Royce), Richard Rycroft (Maestro Wolkan), Megan Parkinson (Lady Alys Karstark), Seamus O'Hara (Fergus), Staz Nair (Qhono), Bea Glancy (Teela), Lucy McConnell (Donna con i genitori anziani), Conor Maguire (), Thomas Finnegan (Amico di Fergus), Logan e Finn Watson (Sam), Fionnuala Murphy (), Rosa Frazer ().
- Tracce della colonna sonora presenti: Jenny of Oldstones, A Knight of the Seven Kingdoms.
- Ascolti USA: telespettatori 10 287 000[10]
- Ascolti Italia (pay): telespettatori 305 000 – share 1,2%[11] (versione doppiata), telespettatori 365 000 – share 21,1%[7] (versione originale sottotitolata)

## La lunga notte
- Titolo originale: The Long Night
- Diretto da: Miguel Sapochnik
- Scritto da: David Benioff e D. B. Weiss

### Trama
L'esercito dei vivi è schierato fuori dalle mura di Grande Inverno di fronte all'orda non-morta.
Melisandre appare dal buio e infuoca gli arakh dei Dothraki per poi rifugiarsi nel castello. I non-morti, in schiacciante superiorità numerica, travolgono i Dothraki per poi raggiungere gli altri soldati e gli Immacolati, attestatisi a falange. Edd Tollett muore nel combattimento.
Daenerys e Jon, in groppa ai loro draghi, Drogon e Rhaegal, nascosti in attesa del Re della Notte, sono costretti a intervenire per sfoltire col fuoco l'immensa orda nemica, ma si smarriscono nei cieli dentro una fitta tormenta.
Impossibilitati a resistere fuori dal castello, i soldati del Nord, della Valle e del Popolo Libero si ritirano entro le mura, protetti dagli Immacolati, mentre Melisandre usa la sua magia per incendiare le trincee poste intorno al castello. Sotto l'influenza del Re della Notte, però, i non-morti riescono a oltrepassarle e a scalare le mura. La piccola Lyanna Mormont si sacrifica per uccidere un gigante non-morto.
Arya cerca di nascondersi nel castello, ma i non-morti la scoprono e la inseguono lungo i corridoi. Sandor e Beric giungono per proteggerla e Beric si sacrifica per aiutarla a scappare. Il Mastino e la ragazza si chiudono quindi in una stanza dove trovano Melisandre, la quale ricorda a Arya la profezia che le aveva fatto anni prima, ovvero che avrebbe chiuso molti occhi, anche di colore blu; infine la incita all'azione rievocando le parole del suo ex maestro di scherma, Syrio Forel: "Cosa diciamo al Dio della Morte? Non oggi".
Mentre la battaglia infuria, Rhaegal e Viserion combattono in cielo per poi precipitare entrambi nel vuoto, facendo cadere di sella sia Jon sia il Re della Notte. Quest'ultimo viene attaccato prima da Daenerys e Drogon e poi da Jon, ma rimane illeso e resuscita tutti i caduti, compresi quelli dentro le mura.
Mentre il Re della Notte e gli altri Estranei raggiungono il Parco degli Dei, nelle cripte prendono vita tutti i cadaveri da anni lì seppelliti, che attaccano donne e bambini rifugiatisi lì sotto in attesa. Sansa, Tyrion, Varys, Missandei, Gilly e il piccolo Sam sopravvivono nascondendosi.
Jon viene salvato da Daenerys, ma poi la lascia per cercare di raggiungere Bran.
Drogon viene attaccato dai non-morti ed è costretto a fuggire, lasciando sola Daenerys, che cade a terra, indifesa. Jorah accorre a proteggerla.
La fortezza è ormai invasa dai non-morti: Jon viene attaccato da Viserion, mentre Jaime, Brienne, Podrick, Gendry, Tormund, Verme Grigio, Davos e Sam combattono per restare in vita. Jorah, invece, la perde difendendo la sua regina.
Il Re della Notte e gli Estranei raggiungono Bran Stark, rimasto solo nel Parco degli Dei con Theon Greyjoy, stremato dal combattimento contro gli Estranei. Infine, Bran ringrazia Theon, ora finalmente redento, dicendogli di essere un brav'uomo. In un ultimo disperato tentativo, Theon si lancia all'attacco contro il Re della Notte, perdendo però la vita per difendere ancora una volta Bran.
Il Re della Notte avanza verso il Corvo con Tre Occhi, ma improvvisamente Arya pugnala l'Estraneo con la daga in acciaio di Valyria appartenuta a lord Petyr Baelish e regalatale da Bran: tutti gli Estranei vengono polverizzati all'istante e i non-morti, incluso Viserion, cadono a terra in pezzi. La Grande Guerra contro gli Estranei è finalmente giunta al termine.
Prima che si levi l'alba, Melisandre esce da Grande Inverno, getta la sua collana con il rubino, si incammina nella neve, rivela la sua veneranda età per l'ultima volta, si accascia a terra e poi muore di vecchiaia.
- Durata: 81 minuti[12]
- Guest star: Richard Dormer (Beric Dondarrion), Vladimir Furdik (Re della Notte), Ben Crompton (Lord Comandante Eddison Tollett), Daniel Portman (Podrick Payne), Bella Ramsey (Lady Lyanna Mormont), Ian Whyte (Gigante non-morto), Megan Parkinson (Lady Alys Karstark), Staz Nair (Qhono), Javier Botet (Non-morto accanto al tavolo in biblioteca), Seamus O'Hara (Fergus), Bea Glancy (Teela), Lucy McConnell (Donna con i genitori anziani), Bronte Carmichael (Martha), Eileen McCloskey (Donna di Città dell'Inverno), Robbie Beggs (Uomo del Nord), Roma Tomelty (), Claire Connor (), Logan e Finn Watson (Sam).
- Cameo: Chris Stapleton (Soldato/Non-morto).
- Tracce della colonna sonora presenti: The Battle of Winterfell, The Dead are Already Here, Battle for the Skies, The Long Night, Pt. 1, The Long Night, Pt. 2, The Night King, Dead Before the Dawn, Not Today.
- Ascolti USA: telespettatori 12 017 000[13]
- Ascolti Italia (pay): telespettatori 275 000 – share 1,1%[14] (versione doppiata), telespettatori 430 000 – share 24,5%[11] (versione originale sottotitolata)

## Gli ultimi Stark
- Titolo originale: The Last of the Starks
- Diretto da: David Nutter
- Scritto da: David Benioff e D. B. Weiss

### Trama
A Grande Inverno, dopo aver commemorato i caduti nella battaglia, i sopravvissuti alla guerra contro gli Estranei bruciano i corpi dei defunti, piangendone la scomparsa.
La sera stessa si indice un banchetto per celebrare la vittoria, durante il quale Daenerys legittima Gendry come Baratheon, rendendolo quindi Lord di Capo Tempesta. Quest'ultimo decide di chiedere a Arya di sposarlo ma ella, pur amandolo, rifiuta poiché non ha mai desiderato diventare una Lady.
Sansa, dopo tanto tempo, parla col Mastino, discutendo riguardo alle vicissitudini patite dalla ragazza nel corso degli anni.
Brienne, intenta a festeggiare con Podrick e Jaime, viene schernita da Tyrion riguardo alla sua verginità; ella decide dunque di allontanarsi dalla sala del banchetto, ma Jaime la raggiunge e va a parlarle, così i due finiscono per passare la notte a letto insieme.
Daenerys, nel frattempo, ancora sconvolta per la morte del suo più caro amico e confidente Jorah si sente sempre più inadeguata al Nord, non ricevendo tutta l'attenzione alla quale prima era abituata a Essos. Dopo essere rimasta sola con Jon, viene a crearsi una situazione di imbarazzo, dovuta alla rivelazione della loro stretta parentela; inoltre lei appare sempre più nervosa riguardo alla sua legittimità al trono.
Daenerys allora impone a Jon di tacere riguardo al suo vero nome con chiunque, incluse Sansa e Arya, e non recede dalle sue pretese nemmeno quando Jon le giura di non essere interessato al trono.
Tyrion e Jaime vengono raggiunti da Bronn, che li minaccia con una balestra, informandoli che, in cambio delle loro teste, Cersei gli ha promesso le Terre dei Fiumi e Delta delle Acque. Tyrion gli offre invece Alto Giardino e l'Altopiano per avere salva la vita, così Bronn accetta l'accordo, anche se intende evitare di schierarsi con l'una o l'altra fazione, preferendo attendere l'esito della battaglia decisiva.
Il giorno seguente viene organizzato il Consiglio di Guerra. Varys comunica che Yara Greyjoy ha riconquistato le Isole di Ferro per la regina Daenerys, che intende sferrare immediatamente un nuovo attacco ad Approdo del Re, non volendo concedere a Cersei ulteriore tempo per organizzarsi. La giovane Targaryen viene però contestata da Sansa, la quale preferirebbe invece attendere un secondo momento, in modo che l'esercito abbia la possibilità di rifocillarsi e riprendersi completamente dalla battaglia appena conclusa. Tuttavia, Jon non dà retta alla sorella, volendo onorare gli accordi presi con Daenerys. Tyrion suggerisce quindi di portare l'intera flotta a Roccia del Drago, così da poter organizzare meglio l'attacco alla Capitale.
Nel Parco degli Dei, Sansa, Arya e Bran discutono con Jon in merito all'alleanza con la Regina dei Draghi, sostenendo di non fidarsi di lei. Jon non riesce a tacere riguardo alla scottante verità sulla sua nascita e fa giurare le sorelle affinché mantengano un segreto, poi chiede a Bran di dire loro tutta la verità sulle sue origini.
Sansa, in seguito, non fidandosi di Daenerys e temendo per le sorti del Nord, non mantiene il giuramento fatto insieme ad Arya e rivela la verità a Tyrion, sostenendo che Jon sarebbe un sovrano migliore di Daenerys.
Tormund informa Jon che la sua battaglia è conclusa e che quindi riporterà i superstiti dei bruti nelle terre oltre la Barriera, così Jon gli affida Spettro, in modo che il meta-lupo possa vivere al sicuro nelle terre dell'Estremo Nord.
Sam, Gilly e il piccolo Sam comunicano a Jon che Gilly è nuovamente incinta e che hanno intenzione di chiamare Jon il figlio in arrivo, se sarà maschio.
A Roccia del Drago, Euron Greyjoy tende un'imboscata alle navi Targaryen, appena giunte dal Nord. Uno dei draghi, Rhaegal, viene ucciso da tre dardi di scorpione scagliati dalla Flotta di Ferro. La pioggia di dardi costringe Daenerys alla fuga in sella a Drogon. Euron decide di utilizzare nuovamente gli scorpioni per abbattere la flotta di Daenerys, che cade sotto i colpi dei Greyjoy: i sopravvissuti nuotano fino a Roccia del Drago, ma Missandei viene catturata.
Varys, informato da Tyrion riguardo alle vere origini di Jon, teme che Daenerys stia dando segni preoccupanti di squilibrio e tirannia e ritiene che Jon sia la persona più adatta per diventare re, non solo perché legittimo erede, ma anche perché è compassionevole e un uomo d'onore.
Jaime si dirige ad Approdo del Re dopo l'attacco di Euron, lasciando Brienne.
Ad Approdo del Re, Cersei accoglie migliaia di cittadini della Capitale entro i cancelli della Fortezza Rossa, in modo da far desistere Daenerys dallo sferrare un attacco che mieterebbe migliaia di vittime innocenti.
Intanto, alle porte della città, avviene un incontro diplomatico fra Tyrion e Qyburn, che chiedono entrambi la resa incondizionata alla parte opposta. Non ottenendo risultati, Tyrion cerca di parlare direttamente con la sorella, invitandola ad arrendersi e facendo leva sul figlio che porta in grembo. Tuttavia, Cersei ignora il fratello e ordina alla Montagna di uccidere Missandei, che viene decapitata davanti agli occhi attoniti e furenti di Verme Grigio e Daenerys.
- Durata: 77 minuti[15]
- Guest star: Pilou Asbæk (Re Euron Greyjoy), Anton Lesser (Qyburn), Richard Dormer (Beric Dondarrion), Ben Crompton (Lord Comandante Eddison Tollett), Daniel Portman (Podrick Payne), Hafþór Júlíus Björnsson (Ser Gregor Clegane), Bella Ramsey (Lady Lyanna Mormont), Rupert Vansittart (Lord Yohn Royce), Richard Rycroft (Maestro Wolkan), Staz Nair (Qhono), Alice Nokes (Willa), Danielle Galligan (Sarra), Emer McDaid (Ragazza di Grande Inverno).
- Camei: David Benioff (Bruto), D. B. Weiss (Bruto).
- Tracce della colonna sonora presenti: Farewell, Outside the Gates.
- Ascolti USA: telespettatori 11 795 000[16]
- Ascolti Italia (pay): telespettatori 421 000 – share 24,4%[14] (versione originale sottotitolata)

## Le campane
- Titolo originale: The Bells
- Diretto da: Miguel Sapochnik
- Scritto da: David Benioff e D. B. Weiss

### Trama
A Roccia del Drago, Varys scrive delle lettere per avvertire i Sette Regni della vera identità di Jon Snow e della crescente instabilità della Regina dei Draghi. Più tardi parla con Martha, una giovane sguattera che sta cercando di avvelenare Daenerys per conto suo.
Appena Jon giunge sull'isola, Varys cerca di convincerlo ad accettare il Trono di Spade per il bene di tutti, ma egli rifiuta bruscamente, affermando di riconoscere in Daenerys la legittima regina.
Tyrion avverte Daenerys dei complotti di Varys e la regina decide quindi di condannarlo a morte, facendolo incenerire da Drogon.
In seguito, nelle sue stanze, Daenerys cerca di baciare Jon, ma egli si rifiuta, portando la regina alla conclusione di non poter conquistare Westeros se non con la paura.
Tyrion cerca di dissuaderla dal provocare eccessiva distruzione a Approdo del Re, riuscendo a convincerla a fermare l'attacco nel caso in cui venissero suonate le campane della città, segno di resa.
Tyrion va a trovare Jaime nella sua cella, catturato mentre cercava di eludere le milizie di Daenerys, quindi lo libera, chiedendogli di infiltrarsi a Approdo del Re per mettersi in salvo con Cersei, fuggendo al sicuro in una delle città libere di Essos.
Approdo del Re è posta sotto assedio dalle forze congiunte del Nord e di Daenerys.
Il Mastino e Arya, come anche Jaime, riescono a entrare in città prima dell'inizio della battaglia ma Jaime, non venendo riconosciuto, non riesce tuttavia a entrare in tempo nella Fortezza Rossa.
Daenerys, in sella al suo ultimo drago, Drogon, riesce a bruciare tutta la Flotta di Ferro di Euron, distruggendo tutti gli scorpioni posti sulle mura e annientando l'intera Compagnia Dorata. In seguito a ciò, l'armata capitanata da Jon Snow e da Verme Grigio entra in città, cosa che provoca la resa immediata di tutto l'esercito Lannister.
Sotto gli occhi di una Cersei sconvolta, la città si arrende e iniziano a suonare le campane in segno di resa, ma Daenerys, soccombe alla follia e in preda alla furia continua comunque il suo attacco nei confronti della popolazione, facendo spiccare improvvisamente il volo al suo drago su Approdo del Re (come nella visione di Bran avuta tempo prima) e scatenandolo contro civili e innocenti. Visto ciò, anche gli Immacolati e gli eserciti del Nord cominciano a saccheggiare la città, massacrando donne e bambini, il tutto davanti a Jon Snow, che rimane interdetto e impotente.
Jaime, intanto, mentre si sta per infiltrare nella Fortezza Rossa da un accesso secondario, viene raggiunto da Euron, scampato all'attacco di Daenerys alla Flotta di Ferro, con il quale inizia un brutale duello, dal quale entrambi escono in fin di vita.
Sandor e Arya, intanto, attraversano le sale della Fortezza Rossa ormai in rovina e il Mastino convince la ragazza a rinunciare a uccidere Cersei per evitare di andare incontro a morte certa.
Nel frattempo Cersei, Qyburn e la Montagna tentano di fuggire dalla Fortezza, ma vengono raggiunti da Sandor. Ser Gregor, straripante d'odio nei confronti del fratello minore, abbandona il servizio di Cersei e uccide Qyburn, che stava tentando di fermarlo. Fuggita Cersei, i due si affrontano in uno scontro all'ultimo sangue fino a che, ormai morente, Sandor decide di far precipitare sé stesso e il fratello nel fuoco sottostante, uccidendo entrambi.
Cersei, disperata, viene raggiunta da Jaime e insieme fuggono nelle cripte della Fortezza Rossa, che tuttavia collassa mentre i due gemelli e amanti si stringono in un abbraccio finale.
Arya, vagante e stranita per le vie ridotte in macerie di Approdo del Re, sale in groppa a un cavallo bianco e si avvia fuori da una delle porte della città.
- Durata: 78 minuti[17]
- Guest star: Pilou Asbæk (Re Euron Greyjoy), Anton Lesser (Qyburn), Hafþór Júlíus Björnsson (Ser Gregor Clegane), Laura Elphinstone (Nora), Marc Rissman (Capitano Harry Strickland), Alexis Raben (Cittadina di Approdo del Re), Matthew Wolf (Soldato dei Lannister), Bronte Carmichael (Martha), Tipper Seifert-Cleveland (Figlia di Nora), Frank Blake (Sentinella del Nord), Ryan McKen (Soldato dei Lannister), Owen Whitelaw (Soldato dei Lannister), Mairi Hawthorn (Giovane donna), Oliver Devoti (Soldato dei Lannister), Jim Tighe (Soldato dei Lannister), Derek Dubery (Soldato dei Lannister), Luke McQuillan (Soldato dei Lannister), Nicky Harley (Cittadino di Approdo del Re), Hayley McQuillan (Cittadina di Approdo del Re), Adam Devereux (Soldato dei Lannister), Thomas Martin (Soldato dei Lannister), Brian Patrick Kennedy (Soldato dei Lannister), Luna Kalo (Cittadina di Approdo del Re), Caitlin Pharro (Cittadina di Approdo del Re), Louis McCartney (Cittadino di Approdo del Re), Rosie McClelland (Cittadina di Approdo del Re), Isaac Heslip (Cittadino di Approdo del Re), Jack Morgan (Soldato dei Lannister).
- Camei: Aaron Rodgers (Cittadino di Approdo del Re).
- Tracce della colonna sonora presenti: The Bells, The Last War, Into the Fire, For Cersei, Believe.
- Ascolti USA: telespettatori 12 479 000[18]

## Il Trono di Spade
- Titolo originale: The Iron Throne
- Diretto da: David Benioff e D. B. Weiss
- Scritto da: David Benioff e D. B. Weiss

### Trama
Dopo la devastante battaglia di Approdo del Re, Daenerys tiene un discorso di ringraziamento dinanzi ai Dothraki e agli Immacolati, nomina Verme Grigio Maestro della Guerra e promette di "liberare" tutte le terre del mondo conosciuto dai vecchi tiranni. Il suo discorso viene ascoltato anche da Tyrion, Jon ed Arya (quest'ultima in lontananza) che si rendono conto ancora di più dell'instabilità della regina assieme al duro tono con cui parla all'esercito, ovvero il tono di una tiranna e guerrafondaia.

 Tyrion la accusa di aver provocato migliaia di morti innocenti dopo la resa della città e getta via la spilla da Primo Cavaliere, allora Daenerys lo accusa di tradimento, anche per aver liberato il fratello Jaime, e lo fa rinchiudere in una cella. Arya raggiunge Jon e gli dice di saper riconoscere un'assassina quando la vede e mette in guardia il fratello/cugino spiegandogli che Daenerys sapendo la vera identità di Jon Snow potrà sempre vederlo come una minaccia per il suo potere. Tyrion è nella sua cella e poco dopo riceve la visita di un combattuto e sconvolto Jon Snow. Tyrion convince Jon della vera natura di Daenerys, accecata completamente dall'ambizione e certa di essere nel giusto anche quando non lo é, e questo fa capire a Jon che la donna diventerà un pericolo sempre più grande per la popolazione e per l'intero reame.
Daenerys si reca nella Sala del Trono in rovina e si avvicina al Trono di Spade, evocando la visione che aveva avuto molto tempo prima nella Casa degli Eterni a Qarth. Qui viene raggiunta da Jon, al quale propone di governare insieme e cambiare il mondo "distruggendo la ruota". Jon le chiede cosa intenda fare di tutti coloro che, anche giustamente, si opporranno a lei e Daenerys risponde che non avranno scelta, perché non starà a loro decidere e perché è lei a sapere cosa è giusto. I due si lasciano andare a un bacio appassionato ma, improvvisamente, Jon la pugnala al cuore, uccidendola. Improvvisamente appare Drogon, avendo percepito la morte della Madre dei Draghi e, disperato, sembra voler attaccare Jon ma poi sfoga la sua rabbia fondendo il Trono di Spade con il suo fuoco, raccogliendo infine il corpo di Daenerys e allontanandosi in volo.
Qualche settimana dopo, Tyrion viene portato da Verme Grigio al cospetto di un Consiglio formato dai Grandi Nobili del Continente Occidentale, fra i quali Edmure Tully, Yara Greyjoy, Robin Arryn, Sansa Stark, Arya Stark, Bran Stark, Samwell Tarly, Gendry Baratheon, Brienne di Tarth, Davos Seaworth e il nuovo Principe di Dorne. Verme Grigio chiede giustizia nei confronti dei due colpevoli della morte di Daenerys, Tyrion e Jon, che non vuole liberare dalla loro prigionia. Non c'è al momento re o regina dei Sette Regni che possa decidere al riguardo, così Tyrion propone di scegliere Brandon Stark come nuovo re, in quanto onnisciente conoscitore della storia e quindi meno propenso a cadere negli errori del passato. In risposta a Sam, che suggerisce l'idea di instaurare un suffragio universale, venendo però deriso dai nobili, Tyrion propone un tipo di monarchia elettiva, in cui il sovrano dovrà essere scelto da una dieta di grandi elettori, scelti fra gli esponenti della più grande nobiltà del Continente, senza quindi carica ereditaria. Sansa, però, chiede al consiglio che il Nord rimanga indipendente, come lo era stato migliaia di anni prima. I nobili accettano la proposta di Tyrion e la richiesta di Sansa e acclamano Bran Re dei Sei Regni; quest'ultimo infine libera Tyrion e lo nomina suo Primo Cavaliere.
Brienne, nominata Lord Comandante della Guardia Reale, aggiorna il Libro Bianco dei Fratelli dell'ordine riguardo alle imprese di Jaime Lannister, concludendo il resoconto con la frase "morì proteggendo la sua regina".
 Tyrion intanto riunisce il suo Concilio Ristretto, composto da Bronn, nuovo Lord di Alto Giardino e Maestro del Conio, Ser Davos, Maestro delle Navi, Brienne, Lord Comandante della Guardia Reale, e Samwell Tarly, divenuto Gran Maestro della Fortezza Rossa. Prima che inizino i lavori del Concilio, Sam presenta a Tyrion un resoconto, curato dall'Arcimaestro Ebrose e da Sam stesso, della storia del Continente Occidentale successiva alla ribellione di Robert, intitolato Cronache del ghiaccio e del fuoco.
I fratelli Stark hanno un ultimo incontro, prima di prendere ognuno una nuova strada: Arya si imbarca a capo di una flotta per esplorare le terre sconosciute a ovest, Sansa viene nominata Regina del Nord e Jon viene spedito alla Barriera, dove i nobili e il nuovo re Bran hanno deciso di confinarlo a vita, sentenza stabilita come compromesso con gli Immacolati, i quali salpano per l'isola di Naath, terra d'origine di Missandei.
Nella scena finale, Jon, riunitosi con Tormund e il suo meta-lupo Spettro, conduce il Popolo Libero nelle loro terre al di là della Barriera dove, passata la minaccia degli Estranei, la neve si sta sciogliendo e l'erba ricomincia a crescere.
- Durata: 79 minuti[19]
- Guest star: Gemma Whelan (Regina Yara Greyjoy), Tobias Menzies (Lord Edmure Tully), Daniel Portman (Ser Podrick Payne), Rupert Vansittart (Lord Yohn Royce), Lino Facioli (Lord Robin Arryn), Richard Rycroft (Maestro Wolkan), Gabriel Akuwudike (Capitano degli Immacolati), Noel Harron (Lord delle Isole di Ferro), Toby Osmond (Principe Martell), Andrew Bicknell (Lord), Michael Benbaruk (Lord Une), Frank Jakeman (Lord), Niall Bishop (Lord del Nord), Padraig O'Grady (Uomo in lacrime), Eoin Duffy, Shane Whisker, Lorcan Strain, Ella-Rose Sands.
- Tracce della colonna sonora presenti: Nothing Else Matters, Master of War, Be with Me, The Iron Throne, Break the Wheel, You Have a Choice, The White Book, The Last of the Starks, A Song of Ice and Fire.
- Ascolti USA: telespettatori 13 613 000[20]